# أنا ماشي ساهل (أغنية)
أنا ماشي ساهل أغنية باللهجة المغربية العامية للمغني المغربي سعد المجرد، من كلمات سمير المجاري، تلحين وتوزيع الفنان محمد الشرابي، إنتاج سعد لمجرد ومحمد الشرابي وإخراج أمير الرواني. أطلقت الأغنية على موقع يوتيوب يوم 8 يوليو 2016 على شكل فيديو كليب مصور بطريقة السيلفي بمشاركة عدد كبير من معجبي الفنان سعد لمجرد.

## أداء الأغنية
سعد لمجرد ولد في 7 أبريل 1985، مغني مغربي، ترعرع وسط عائلة فنية فهو ابن الفنان المغربي البشير عبدو والممثلة المغربية نزهة الركراكي، مما جعله يلتحق بالمعهد الموسيقى منذ سن صغيرة. انتقل سعد إلى الولايات المتحدة الأمريكية ليتابع دراسته، الا ان عشقه للفن والغناء دفعه للمشاركة في برنامج سوبر ستار في موسمه الرابع سنة 2007 فحل في المركز الثاني بعد صاحب اللقب مروان علي خلال هذه المسابقة لقبه الاستاذ إلياس الرحباني ب «خوليو العرب».

## كلمات الأغنية
- انتبه! النص التالي مكتوب كما ينطق بالدارجة المغربية.

| أنا ماشي ساهل (أغنية) | - في الحب قلبي قبيح، منجيش ونطيح *** صعيب يديني الريح، أنا ماشي ساهل - قالت ليا لوالدة، منربي كبدة *** مشي أي وحدة، متكنش غافل، أنا ماشي ساهل - مبغتش نكون خفيف في قلوب لبنات أنا ضيف *** نبدا الحب في الشتا، ونسالي في الصيف أنا ماشي ساهل | أنا ماشي ساهل (أغنية) |

## الفيديو كليب

### فكرة
نهاية مايو 2016 قدم سعد لمجرد أغنية أنا ماشي ساهل لأول مرة خلال الدورة 15 لمهرجان موازين إيقاعات العالم في المغرب وبتاريخ 16 يونيو 2016 أصدر الفنان المغربي عبر قناته الخاصة على موقع يوتيوب برومو غنائي من الأغنية للتسويق لحفله المزمع إقامته في 15 يوليو بمركب محمد الخامس بالدار البيضاء في المغرب، لكن في 17 يونيو 2016 أطلق لمجرد مسابقة عبر مواقع التواصل الاجتماعي وفيديو مسجل على قناته الخاصة في يوتيوب ظهر فيه رفقة مدير أعماله رضا البرادي والمخرج أمير الرواني يشرح من خلاله فكرة فيديو كليب الأغنية، والتي تقضي بتصوير معجبي الفنان مقاطع فيديو لأنفسهم على طريقة السيلفي وهم يؤدون مقطعا من الأغنية وإرسالها في أجل لا يتجاوز 5 أيام كحد أقصى للعمل على فكرة فيديو كليب الأغنية. وقد شارك في فيديو كليب الأغنية بالإضافة إلى المعجبين، الكوميدي الفرنسي ذي الأصول المغربية جاد المالح ووالدي الفنان الممثلة نزهة الركراكي والمطرب البشير عبدو.

### تصوير
اعتمد تصوير فيديو كليب الأغنية على مقدمة شكر من سعد لمجرد جاء فيها:
| أنا ماشي ساهل (أغنية) | {{{1}}} | أنا ماشي ساهل (أغنية) |

لتبدأ الأغنية بمقاطع فيديو مدمجة للفنانين والمعجبين بالإضافة إلى غناء الفنان سعد لمجرد في شكل كلاسيكي للصورة ما بين الأبيض والأسود، لتنتهي الأغنية برسالة شكر من الفنان إلى الكوميدي الفرنسي ذي الأصول المغربية جاد المالح على قبوله المشاركة في هذا العمل البسيط.
| أنا ماشي ساهل (أغنية) | {{{1}}} | أنا ماشي ساهل (أغنية) |

يليها شكر خاص للجميع:
| أنا ماشي ساهل (أغنية) | {{{1}}} | أنا ماشي ساهل (أغنية) |

### إنتاج وتسويق
- جاءت التكلفة الإنتاجية لفيديو كليب الأغنية هزيلة للغاية بسبب فكرته التي اعتمدت على مقاطع فيديو لمعجبي الفنان بالإضافة لبعض نجوم الفن المغاربة والعالميين وهم الكوميدي الفرنسي ذي الأصول المغربية جاد المالح ووالدي الفنان الممثلة نزهة الركراكي والمطرب البشير عبدو.
- اعتمد الفنان سعد لمجرد للترويج لأغنيته على شركة قنوات التي تتكلف بالتسويق لجل أعماله كما صرح بذلك مسبقا إبان لقاء صحفي أجراه مع الإعلامي التونسي هادي زعيم في قناة الحوار التونسي.[11]

## ردود الفعل

### يوتيوب
حصد فيديو كليب الأغنية التي طرحها الفنان سعد لمجرد يوم 8 يوليو 2016 على موقع يوتيوب منذ الساعات الأولى من اطلاقها أكثر من 616 ألف مشاهدة على موقع يوتوب، وأكثر من 6 آلاف مشاركة على موقع فيسبوك وـ50 ألف وسم إعجاب على فيسبوك، لترتفع الحصيلة إلى أكثر من 3 ملايين مشاهدة خلال يومين ثم 16 مليون مشاهدة في غضون أسبوع من طرحها ليحقق لمجرد إنجازاً فنياً من حيث عدد المشاهدات على يوتيوب.
بتاريخ 3 يناير 2017 كسرت الأغنية حاجز 100 مليون مشاهدة وفي 28 غشت من نفس السنة بلغت الأغنية أكثر من 137 مليون مشاهدة.

### سياسة
في سنة 2016 دخلت أغنية أنا ماشي ساهل معترك السياسة في المغرب بعد أن أقدم حزب التقدم والاشتراكية المغربي على ٱستخدام لحن الأغنية وتوزيعها تحت عنوان ""المعقول ماشي ساهل"" كنشيد في حملته الانتخابية من نفس السنة، وهو ما استنكره وتبرء منه الفنان وفريقه ليتقدم الحزب باعتذار رسمي.

### لحن الأغنية
- اتهمت بعض الجماهير الجزائرية في وسائل الإعلام ومواقع التواصل الإجتماعي سعد لمجرد بسرقة لحن أغنية «أنا ماشي ساهل» من أغنية «انا وصاحبي شفناها» لمغني الراي الجزائري الراحل الشاب حسني[19][20]، وهو ما نفاه الفنان المغربي في برنامج صباح الخير يا عرب قائلا «أنه اعتاد رفقة فريقه على هذه الإدعاأت بعد كل عمل ناجح يصدره، وأنه في الموسيقى هناك مقامات متشابهة توحي للمستمع بذلك لكن جل أعماله أصلية لاتحتوي على أية سرقات».[21] كما أكد مدير الديوان الوطني لحقوق المؤلف والحقوق المجاورة الجزائري سامي بن شيخ في عدة منابر إعلامية جزائرية أن اللحن من التراث المغربي وأن الفنان الجزائري الشاب حسني تقدم بالأغنية للديوان سنة 1991، لتوثق فيه على أساس أن الكلمات لبركان ترشاي، أما اللحن فهو من التراث المغربي مؤكدا أن لمجرد لم يسرق اللحن عازيا ذلك إلى اشتراك بلدان شمال أفريقيا قسما كبيرا من التراث، مما يصعب التفريق أو التصنيف بينهما.[22][23]

## طاقم العمل
- المغني: سعد لمجرد
- كاتب أغاني: سمير المجاري
- مدير أعمال المغني: رضا البرادي
- مخرج: أمير الرواني
- مشرف تحرير: أيوب حميدي «بنجي»
- مساعدون: زكرياء سراج ـ خالد الرواني
- إنتاج: محمد الشرابي

## الجوائز والترشيحات
| السنة | العنوان                | الجائزة                      | العمل         | نتيجة |
| ----- | ---------------------- | ---------------------------- | ------------- | ----- |
| 2017  | جائزة الموسيقى العربية | أفضل فيديو كليب على اليوتيوب | أنا ماشي ساهل | فوز   |